# 영천 은해사 청동북 및 북걸이
영천 은해사 청동북 및 북걸이(永川 銀海寺 靑銅金鼓 및 金鼓虡)는 대한민국 경상북도 영천시 청통면, 은해사에 있는 조선시대의 유물이다. 2009년 2월 23일 대한민국의 보물 제1604호로 지정되었다.
17세기 만들어진 금고는 현전하는 예가 적은 편인데, 이 은해사 금고는 1646년에 수도사(修道 寺) 금고로 만들어졌다는 명문을 지니고 있으며 규모도 크고 보존상태 또한 양호하여 17세기 전반 금고의 면모를 알려주는 의미있는 자료라 할 수 있다. 또한, 주성시기와 봉안처·중량· 장인명·시주자·화주 등을 명확히 알려주는 명문이 있다는 점에서 사료적 가치가 크다.
전면에 태조선대(太彫線帶)와 연화문 당좌를 배치하여 기본적으로는 고려시대 금고의 구획방식을 계승하였지만 봉황문이나 서운문(瑞雲文), 단판연화문과 중판연화문의 배치, 뒷면 안쪽의 ‘卍’자 문의 배치 등 장식성이 농후하고 섬세한 표현수법과 시각적 효과는 전무후무한 것이어서 이 금고의 예술적 가치를 더해준다.
금고를 매다는 데 사용되고 있는 금고거는 조각 수법과 단청, 마모 상태와 결구의 특징 등을 종합해 볼 때 금고와 동일 시기에 제작된 것으로 보인다.
특히 대담하게 특징을 포착하여 표현해 낸 쌍룡 조각과 뒷면에 비교적 선명하게 남아 있는 단청의 고색 등이 17세기 제작품임을 짐작하게 한다.
금고의 변천연구에 주요한 자료임과 동시에 불교공예사 및 사원경제사 연구에도 도움이 될 수 있는 자료로 학술적 가치가 높다.

## 같이 보기
- 은해사

## 참고 자료
- 영천 은해사 청동북 및 북걸이 - 국가유산청 국가유산포털